# 鞑靼斯卡亚巴什马科夫卡村委员会
鞑靼斯卡亚巴什马科夫卡村委员会（俄语：Татаробашмаковский сельсовет）是俄罗斯联邦阿斯特拉罕州普里沃尔日耶区所属的一个村委员会。其下辖有7个居民点，行政中心为鞑靼斯卡亚巴什马科夫卡。据2015年统计，该村委员会的人口为5114人。